# Відпалювання

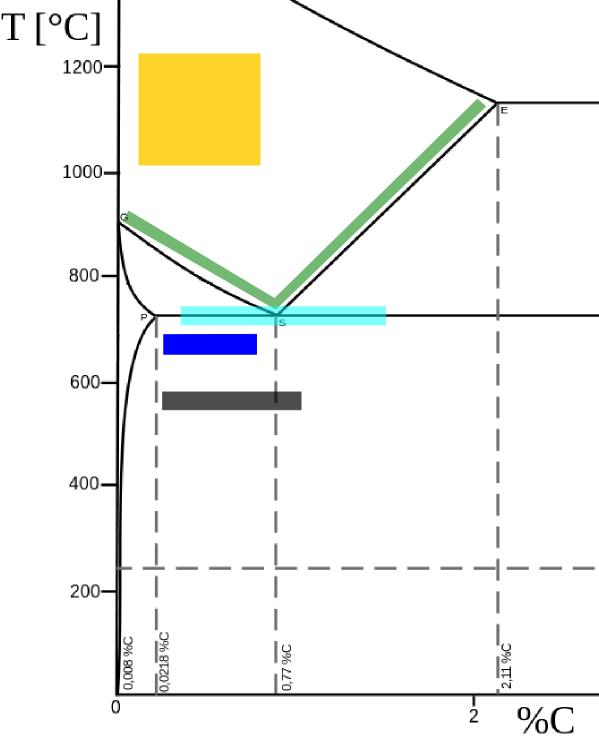
Фрагмент діаграми стану сплавів «залізо-вуглець» з вказанням діапазонів температур нагрівання для різних видів відпалювання сталей.
__ Відпал гомогенізувальний
__ Нормалізаційний відпал
__ Сфероїдизувальний відпал
__ Відпал рекристалізувальний
__ Відпал відпружувальний

Ві́дпал або відпа́лювання — вид термооброблення, який полягає в нагріванні матеріалу (метал тощо) до температури вище критичної точки, тривалій витримці за цієї температури і подальшому повільному охолодженні з метою наближення структури до рівноважного стану.

## Загальна характеристика
За метою досягнення існують різні види відпалювання: гомогенізувальне, графітизувальне, перекристалізувальне, рекристалізувальне, релаксаційне, сфероїдизувальне тощо.
При відпалі змінюється величина зерна, за рахунок чого досягається таке: покращується оброблюваність сталі при різанні, усувається крихкість, понижується твердість та збільшується в'язкість, знімаються внутрішні напруження сталі. Відпалу піддають відливки, поковки, прокат, заготовки із вуглецевої та легованої сталей. Залежно від вихідного стану сталі і вимог до її властивостей, ролі фазових перетворень в технологічному процесі розрізняють операції відпалів І роду та ІІ роду.

## Класифікація

### Відпал І роду
Відпал І роду частково або повністю усуває відхилення від рівноважного стану сплаву, яке виникло внаслідок попередньої технологічної обробки — лиття, зварювання, обробки тиском тощо. Фазові перетворення під час такого відпалу не відіграють істотної ролі, як у випадку гомогенізувального (дифузійного) відпалу, або можуть не відбуваються взагалі, як під час рекристалізувального чи відпружувального (релаксаційного) відпалів.

### Відпал ІІ роду
Відпал ІІ роду (або відпал з фазовою перекристалізацією) завдяки фазовим перетворенням під час нагрівання, витримування та повільного охолодження формує рівноважну структуру сплавів. Його застосовують як попередню технологічну операцію перед обробленням тиском, різанням, зміцнювальною термічною обробкою, а в окремих випадках, як завершальну операцію, наприклад, для великих виливків, малонавантажених деталей машин та механізмів. Режими такого відпалу визначаються не тільки фазовими перетвореннями, які різні для різних груп сплавів (сталей, кольорових сплавів), але й вимогами до структури й властивостей виробів. Так, різновидами цього виду відпалу сталей є повний, неповний, ізотермічний, сфероїдизувальний і нормалізаційний відпали.

### Інші різновиди відпалу
Окремо слід виділити так званий «Світлий відпал», який забезпечує збереження первісної поверхні металу завдяки запобіганню його окиснювання. Здійснюється в закритих ящиках, деталі для їх захисту від окислення засипають. Для захисного засипання можна використовувати відпрацьований карбюризатор — вуглецевий матеріал, що застосовується для поверхневої цементації маловуглецевих сталей.